# 本頓縣 (密蘇里州)
本頓縣（英語：Benton County）是美国密蘇里州中西部的一個縣，面積1,949平方公里。根據2020年美國人口普查，共有人口19,394人。縣治華沙（Warsaw）。該縣成立於1835年1月3日，縣名紀念代表密蘇里州的聯邦參議員托马斯·哈特·本顿（Thomas Hart Benton）。